# Шабловская, Ирина Викентьевна
Ирина Викентьевна Шабловская (12 декабря 1939, Минск — 25 марта 2004) — белорусская писательница, публицист, переводчица. Профессор.

## Биография
Ирина Викентьевна родилась 12 января 1939 года в городе Минске. Закончила отделение русского языка и литературы филологического факультета БГУ (1962), аспирантуру при кафедре зарубежной литературы БГУ (1969). Работала преподавателем зарубежной литературы с 1969 года, с 1979 года возглавляла её.
Защитила кандидатскую (1971) и докторскую диссертации (1988) в Институте славяноведения и балканистики Российской академии наук. Диссертации посвящены проблемам поэтики славянских литератур о Второй мировой войне, эволюции военной прозы на пути её становления как прозы экзистенциальной.
Умерла в 2004 году.

## Научная деятельность
И. Шабловская является автором первой в Белоруссии программы «История чешской литературы» для студентов-славистов БГУ.
Автор пособий по поэтике чешского романа XX века, статей о творчестве Керела Чапеки, Владислава Ванчура, Ярослава Гашеки, Богумила Грабала. Милана Кундера, Людвика Вацулика. Автор статей о чешской культуре для белорусских энциклопедий.
Её рецензии, аннотации, статьи печатались в журналах «Советское славяноведение», «Современная художественная литература за рубежом», «Веснік БДУ», «Весці АН БССР», «Нёман», энциклопедических изданиях и др.. Подготовила к публикации монографию в статьях «Сусветная літаратура ў беларускай прасторы. Рэцэпцыя. Тыпалогія. Кантакты». С лекциями и научными докладами выступала во многих странах мира. Два года преподавала в Гранадском университете (Испания).
Переводила произведения чешских писателей.

## Основные работы
- История зарубежной литературы 20 века (первая половина). Мн., 1988
- Самой высокой мерой. Современная проза европейских социалистических стран о войне. Мн., 1984
- Белорусская эмиграция в Чехии и проблемы её изучения // Русская, украинская и белорусская эмиграция в Чехословакии между двумя мировыми воинами // Доклады международной конференции. Прага, 1995. Т.1
- «Словы незразуметыя» ў раманах Мілана Кундэры // Веснік БДУ. Сер. 4 1996. № 3
- Паэтыка чэшскага рамана 20 века: Вучэбны дапаможнік па курсу «Гісторыя чэшскай літаратуры» для студэнтаў філалагічнага факультэта славянскага аддзялення. Мн., 1995.